# Trauttmansdorffský palác
Trauttmansdorffský palác nebo také Trčkův palác je klasicistní palác, který se nachází v ulici Loretánská č.180/6 na Hradčanech v městské části Praha 1. Je pojmenován po rakouském rodu Trauttmansdorffů. Palác je chráněn jako kulturní památka České republiky. V paláci od října 2019 sídlí některé útvary Ministerstva zahraničních věcí ČR.

## Historie
V místech dnešního paláce se ve 14. století nacházela řada měšťanských domů, z nichž jeden patřil Petru Parléřovi a jiné jeho synům. V 16. století (mnoho z domů na parcele v předchozím století shořelo nebo bylo opuštěno) byl na místě postaven velký dům se zahradami. Ten patřil Šlikům, po nich Kinským a poté Lobkovicům. Poslední Trčkové z Lípy do něj přesídlili poté, co svůj palác na Malé Straně prodali Albrechtovi z Valdštejna.

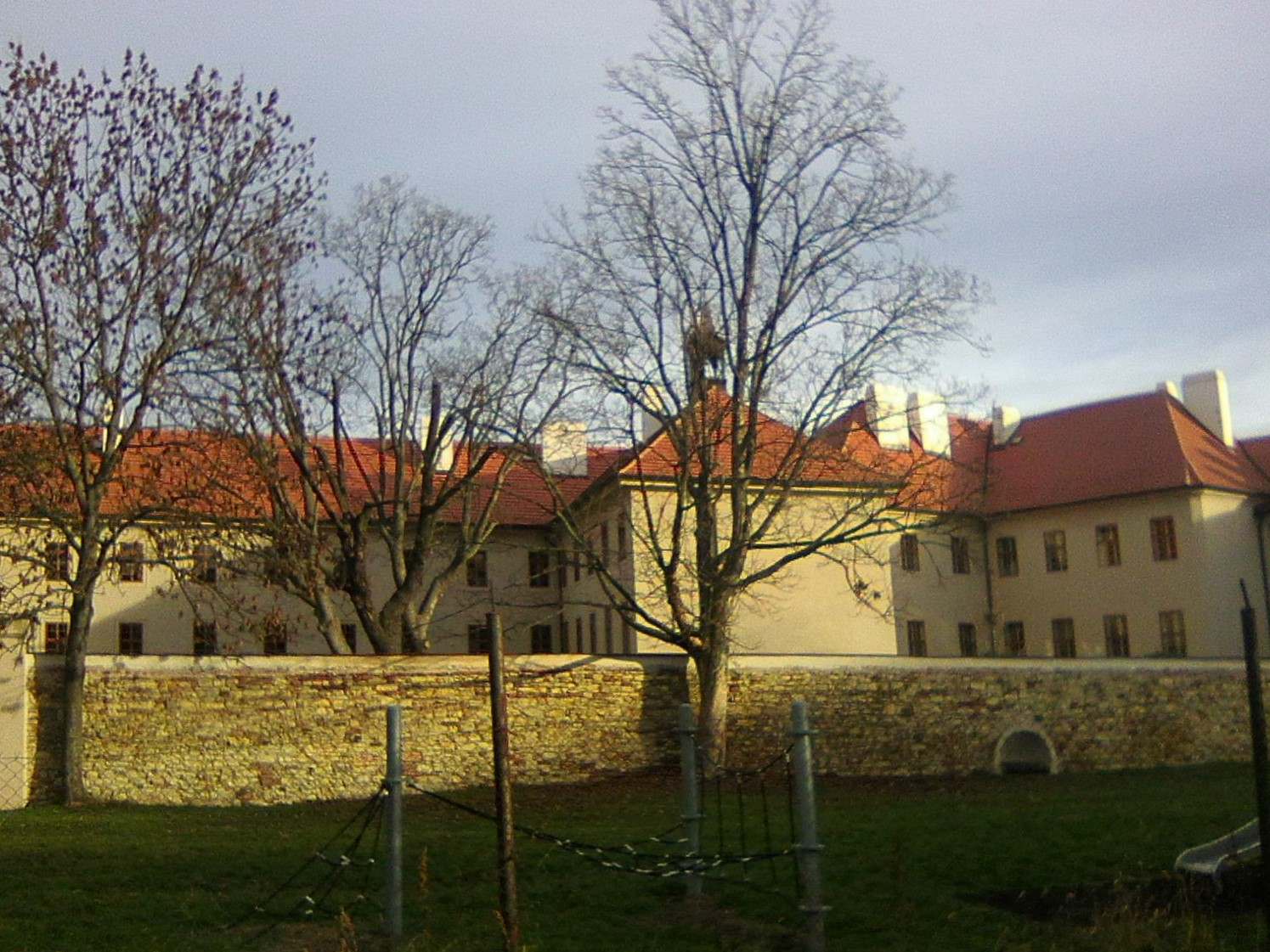
Zadní strana paláce – s věžičkou.

Po valdštejnských konfiskacích v roce 1634 palác získali Trauttmansdorffové, kteří původně renesanční budovu přestavěli ve stylu raného baroka a kteří palác vlastnili do počátku 19. století. Z paláce se poté stal klasicistní činžovní dům. V roce 1833 zde byla zřízena tzv. donucovací pracovna (měla přimět k pravidelné práci osoby práce se štítící nebo vedoucí nespořádaný život), která zde byla do čtyřicátých let 20. století, a od roku 1872 byla v části objektu věznice. V současnosti objekt využívá Ministerstvo zahraničních věcí České republiky.

## Zajímavosti
- Maxmilián z Trauttmansdorffu byl první, kdo obvinil Albrechta z Valdštejna z vlastizrádných úmyslů. V roce 1635 se tento rakouský státník podílel na uzavření Pražského míru.[4] Bohatství rakouského rodu Trauttmansdorffů bylo založeno na konfiskátech z „první ruky“.
- Kromě tohoto paláce získali Trauttmansdorffové v blízkosti další zkonfiskovaný dům Trčků.

- Na objektu je věžička, kdysi se tam nacházela kaple. K objektu patří památkově chráněná zahrada.[5]